# Volta-Preis
Der Volta-Preis (französisch: Prix Volta) ist ein im Februar 1852 von Napoleon III. zu Ehren von Alessandro Volta gestifteter Wissenschaftspreis auf dem Gebiet der Elektrizität.
Er war mit jeweils 50.000 Franc dotiert und wurde von der Académie des sciences vergeben.

## Preisträger
- 1864: Heinrich Daniel Rühmkorff (erste Vergabe)
- 1880: Alexander Graham Bell
- 1888: Zénobe Gramme